# Península de Djursland
La península de Djursland es una península situada en el este de la península de Jutlandia (Dinamarca), en la costa del mar Báltico. Su mayor ciudad es Grenå, pero tanto Randers como Aarhus están cercanas.